# O'Brien (1984)
O'Brien (cunoscut sub numele de O'Connor în filmul din 1956 (nu se menționează și prenumele acestuia), este un personaj fictiv și principalul antagonist din romanul O mie nouă sute cinzeci și patru, publicat de George Orwell în anul 1948.
De acest personaj (care este, de fapt, un torționar) se simte atras în mod straniu protagonistul Winston Smith, care trăiește într-o societate distopică condusă de un Partid unic, cunoscut ca SocEng.

## Personajul
O'Brien este un membru al Partidului Interior și, la fel ca Winston Smith, lucrează la Ministerul Adevărului. Deține o poziție administrativă, care este atât de necunoscută, încât Winston are doar o vagă idee despre cine este.
Winston îl suspectează pe O'Brien, că face parte, în secret, din „Frăție” iar O'Brien se apropie de Winston prin discursuri și gesturi care îl fac să-și confirme suspiciunile. Winston își găsește curajul să se apropie de el sincer, declarându-se un dușman al totalitarismului de stat, O'Brien invitându-l pe Winston (care acesta o invită la rândul său pe Julia) în apartamentul lui. Acolo, el îi provoacă să facă o serie de promisiuni pentru a servi „Frăția”.
O'Brien se dovedește a fi un agent al Poliției Gândirii, fiind complet loial Partidului. El face parte dintr-un colectiv de agenți secreți al căror obiectiv este de a găsi crimă-gânditori prin a-i ademeni pretinzând a fi de partea lor, apoi luându-i prin suprindere prin torturarea și „vindecarea” acestora.
O'Brien este văzut de către Winston „arestat” de către Poliția Gândirii. Cei doi au un schimb de vorbe în celulă, Winston exclamând: „Te-au luat și pe tine!” și cu răspunsul sec al lui O'Brien: „Pe mine m-au luat cu mult timp în urmă”.
Peste câteva săptămâni, O'Brien îl torturează pe Winston pentru a-l vindeca de „nebunie”, în special de părerea că există un trecut și un exterior independent de Partid. O'Brien explică faptul că realitatea există numai în mintea umană, și că Partidul controlează mintea tuturor, prin urmare, partidul controlează realitatea.
El este onest în legătură cu cinismul brutal al Patidului; el explică că partidul nu caută puterea de a face ceva bun, ci pur și simplu să o aibă: „Întotdeauna, Winston, în fiecare moment, va fi fiorul victoriei, ai senzația aceea când calci pe un inamic care este neajutorat. Dacă vrei o imagine a viitorului, imaginează-ți o cizmă zdrobind o față umană pentru totdeauna.”
Chiar și în scenele de tortură există o legătură ciudată care persistă între Winston și O'Brien. O'Brien chiar afirmă că mintea lui Winston apelează la el, și că acesta seamănă cu mintea lui, cu excepția faptului că Winston este „nebun”. În cele din urmă, în Camera 101, O'Brien îl supune la asemenea chinuri, încât „de bună voie” acceptă doctrina Partidului.
Winston presupune că vărsta lui O'Brien este în jur de 48-50 de ani. Întâmplarea face că O'Brien își dă seama că Smith se gândea la acest lucru, dar fără să-l spună.
Ca Winston și Julia, O'Brien nu este familiarizat cu țigările și băutura. Cu toate acestea, fiind un membru al Partidului Interior, el are acces la mai multe bunuri decât alții. În timp ce Winston îl vizita în apartamentul lui, O'Brien îl întâmpină cu vin adevărat și nu cu „ginul” obișnuit.

## Inspirații
O'Brien a fost inspirat parțial de Gletkin din romanul lui Arthur Koestler „Întuneric la Amiază”. Cele două personaje au multe trăsături comune, inclusiv cruzimea și fanatismul în slujba conducerii. Cu toate că O'Brien este mai mult sadic decât rece și preferă să folosească tortura fizică, Gletkin preferă să-și chinuiască psihologic prizonierii. Scenele de tortură (realizate de către O'Brien) au fost preluate în mare parte din poveștile provenite din gulagurile rusești. 
Alegerea prenumelui Irlandez face referire la Brendan Bracken⁠(en)[traduceți] împreună cu care Orwell a lucrat în timpul războiului, și pe care îl detesta. „Una dintre cele mai ciudate coincidențe în literatura de specialitate” a fost dezvăluirea din anul 2003 conform căreia O'Brien a fost numele de cod al unui agent NKVD pe nume Hugh O'Donnell, care a primit rapoarte de la subordonatul său David Crook⁠(en)[traduceți] în legătură cu autorul George Orwell în timpul Războiului Civil Spaniol.

## Cinematografie
În filmul din anul 1984, O'Brien a fost interpretat de Richard Burton, fiind ultimul său rol înainte de moarte. În filmul din anul 1956, O'Brien a fost redenumit O'Connor pentru a evita confuzia cu Edmond O'Brien, care îl juca pe Winston Smith. O'Connor a fost jucat de Michael Redgrave.